# Vrijen

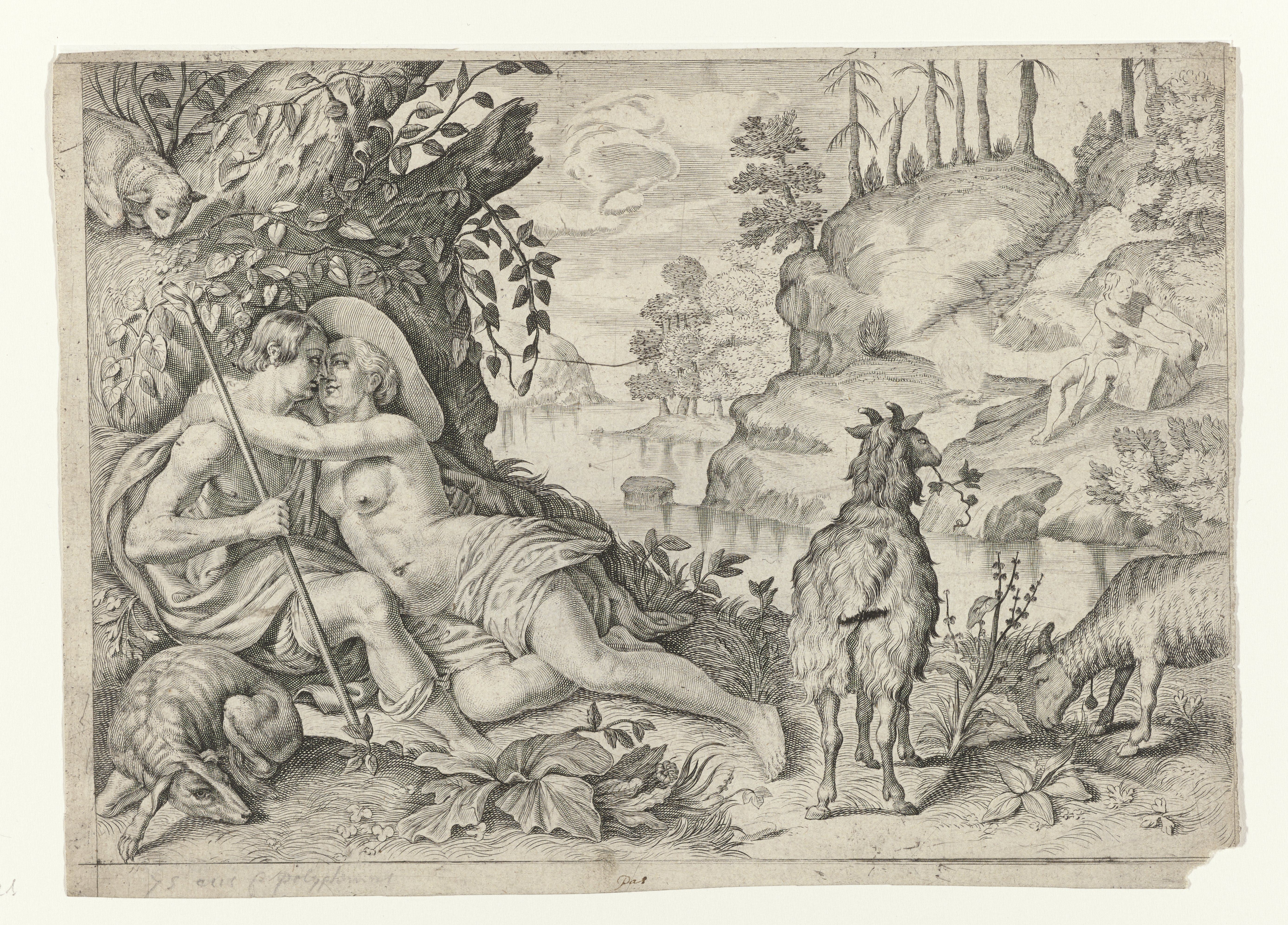
Onder een boom liefkozen Acis en Galatea elkaar. Gravure door Crispijn van de Passe (ca. 1636 - 1670)

De moderne betekenis van vrijen is liefkozen, dat het best omschreven kan worden als knuffelen met een seksuele lading. 
Er zijn echter oudere betekenissen van iets andere aard: ‘naar de hand dingen van’,
of zelfs: ‘iemand tot vrouw nemen’.
Zoals vaak bij seksuele termen hangt de betekenis van het woord vrijen sterk af van de context. Er zijn drie betekenissen die geleidelijk in elkaar overlopen en daardoor voor verwarring zorgen:
- Seksueel getint knuffelen, zoals bij voetjevrijen, of in "Maar twee verliefden staan te vrijen, op 'n klein station".[3]
- Elkaar laten klaarkomen, zoals bij "Je kunt ook veilig vrijen zonder geslachtsgemeenschap. Door elkaar met de hand te bevredigen of te masseren kun je héél spannende seks hebben!".[4]
- Geslachtsgemeenschap hebben.

Deze begripsverwarring is kenmerkend voor de wijze waarop de maatschappij seksualiteit in probeert te kaderen. Er is een sterke neiging om een duidelijk onderscheid te maken tussen mensen met wie iemand het doet en mensen met wie men het niet doet. Daarin past de gedachte dat als er sprake is van seksueel contact er meteen ook sprake zou zijn van geslachtsgemeenschap. Door de seksuele revolutie zijn vooral mensen in de westerse wereld vrij om zelf te bepalen met wie ze seks hebben, maar daardoor is wel de behoefte ontstaan aan een scherpe scheidslijn. In de praktijk is er vaak sprake van seksueel contact in een schemergebied, van een "toevallige" aanraking, betasten van borsten, billen en bovenbenen, zoenen, masturberen van penis en vagina tot orale seks of geslachtsgemeenschap.
In gemeenschappen waar het vrijen "heimelijk" moest gebeuren omdat men er wat beschroomd over was, kende men het zogenaamde nachtvrijen.
Intensief vrijen zonder seksuele bedoelingen wordt ook weleens bambiseks genoemd.
Etymologisch is het woord afkomstig uit het oud-Germaans. De betekenis is verwant aan de godin Freya die de godin van de liefde en de wellust was.